# 巴爾 (伊利諾伊州桑加蒙縣)
巴爾（英語：Barr）是位於美國伊利諾伊州桑加蒙縣的一個非建制地區。該地的面積和人口皆未知。

## 地理
巴爾的座標為39°57′43″N 89°41′49″W / 39.96194°N 89.69694°W，而該地的平均海拔高度為187米（即614英尺）。